# International Tennis Hall of Fame
L'International Tennis Hall of Fame è un'istituzione non-profit che ha sede nel Newport Casino di Newport (Rhode Island), negli Stati Uniti d'America. È la Hall of Fame del tennis mondiale e celebra i tennisti più forti di tutti i tempi, ovvero le leggende della storia del tennis, e altri personaggi che hanno contribuito a onorare il tennis mondiale. L'ammissione all'International Tennis Hall of Fame è il maggiore riconoscimento in ambito tennistico.
All'interno della struttura si trova un museo dedicato alla storia del tennis e l'impianto tennistico dell'Hall of Fame Tennis Club, dove furono ospitate le prime 34 edizioni degli U.S. National Championships, il vecchio nome degli US Open. Sui suoi campi in erba si tiene l'Hall of Fame Open, torneo del circuito maggiore inaugurato nel 1976.

## Storia
Il Newport Casino fu inaugurato nell'estate del 1880, il primo proprietario fu James Gordon Bennett, Jr. – influente editore del New York Herald che aveva la residenza estiva a Newport – e divenne ben presto il principale punto di ritrovo per la ricca borghesia della città. Il nome Casino fu dato in riferimento al termine italiano casa, e non nacque come un casinò ma come luogo di riunione, un social club prevalentemente estivo. All'interno del club vi erano tra le altre cose un teatro e l'impianto sportivo dedicato al tennis con campi in erba. Costruito con scandole, pietre e mattoni a vista secondo lo stile inglese di quel periodo, l'edificio fu riconosciuto come Monumento storico nazionale nel 1887 ed è un mirabile esempio dello stile architettonico Shingle statunitense.
All'inizio degli anni 1950 il Newport Casino era in decadenza e l'allora presidente James Van Alen – ispirato dopo una visita alla National Baseball Hall of Fame – decise che anche il tennis avrebbe dovuto avere la sua Hall of Fame e che il Newport Casino, con la sua gloriosa tradizione, era il posto ideale per ospitarla. Coinvolse i vertici della Federazione tennistica nazionale e nel 1954 il Newport Casino divenne la National Lawn Tennis Hall of Fame and Museum, che fu riconosciuta ufficialmente dalla International Tennis Federation nel 1986. Il teatro cadde in disuso negli anni 1980 e fu restaurato nel 2009.

## Museo
Il museo è uno dei più grandi e raffinati musei del tennis al mondo, ospita una vasta collezione di oggetti e memorabilia (compresi video, fotografie, registrazioni audio, equipaggiamento da tennis, trofei e opere d'arte) evidenziando la storia del tennis dalle sue origini.

## Tennis club
Nell'agosto 1881 si svolse al Newport Casino la prima edizione degli U.S. National Championships, torneo di tennis che in seguito avrebbe preso il nome US Open. L'evento si tenne ogni anno nel club fino al 1914, l'affluenza del pubblico al torneo si era fatta sempre più massiccia e la Federazione tennistica statunitense dispose che dal 1915 si disputasse al West Side Tennis Club di Forest Hills a New York. Altri tornei sono stati disputati in questo impianto, tra i quali l'Hall of Fame Open su campi in erba, torneo del circuito maggiore inaugurato nel 1976. All'interno del club si trovano 13 campi in erba, 6 in cemento (3 dei quali indoor) e uno in terra verde.

## Missione
"L'International Tennis Hall of Fame è una istituzione no-profit dedicata a conservare la storia del tennis, ispirando e incoraggiando lo sviluppo del tennis giovanile, custodire gli eroi e le eroine del tennis e fornire un punto di riferimento per gli appassionati di tennis di tutto il mondo." - dal sito web ufficiale dell'International Tennis Hall of Fame

## I membri
Per l'ammissione alla Hall of Fame sono stati e sono considerati preminenti personaggi del mondo del tennis, addetti ai lavori e giocatori, che non sono più in attività. I primi membri della Hall of Fame vennero introdotti nel 1955 e, a tutto il 2021, raccoglie 262 personalità del tennis, provenienti da 27 nazioni.

### Addetti ai lavori
| Nome                      | Nazionalità   | Anno di ammissione |
| ------------------------- | ------------- | ------------------ |
| Adams, Russ               | Stati Uniti   | 2007               |
| Adee, George              | Stati Uniti   | 1964               |
| Amritraj, Vijay           | India         | 2024               |
| Baker, Lawrence           | Stati Uniti   | 1975               |
| Barrett, John             | Gran Bretagna | 2014               |
| Bollettieri, Nick         | Stati Uniti   | 2014               |
| Braden, Vic               | Stati Uniti   | 2017               |
| Brown Grimes, Jane        | Stati Uniti   | 2014               |
| Buchholz, Earl "Butch"    | Stati Uniti   | 2005               |
| Chatrier, Philippe        | Francia       | 1992               |
| Clerici, Gianni           | Italia        | 2006               |
| Collins, Arthur "Bud"     | Stati Uniti   | 1994               |
| Cullman III, Joseph       | Stati Uniti   | 1990               |
| Danzig, Allison           | Stati Uniti   | 1968               |
| David, Herman             | Gran Bretagna | 1998               |
| Davies, Mike              | Gran Bretagna | 2012               |
| Dell, Donald              | Stati Uniti   | 2009               |
| Drysdale, Cliff           | Sudafrica     | 2013               |
| Evans, Richard            | Gran Bretagna | 2024               |
| Flink, Steve              | Stati Uniti   | 2017               |
| Gray, David               | Gran Bretagna | 1985               |
| Gustavo V di Svezia       | Svezia        | 1980               |
| Hardwick, Derek           | Gran Bretagna | 2010               |
| Heldman, Gladys           | Stati Uniti   | 1979               |
| Hester, William "Slew"    | Stati Uniti   | 1981               |
| Hunt, Lamar               | Stati Uniti   | 1993               |
| Jeffett, Nancy            | Stati Uniti   | 2015               |
| Johnson, Robert           | Stati Uniti   | 2009               |
| Jones, Perry              | Stati Uniti   | 1970               |
| Kelleher, Robert          | Stati Uniti   | 2000               |
| Kellmeyer, Peachy         | Stati Uniti   | 2011               |
| Laney, Al                 | Stati Uniti   | 1979               |
| Martin, Alastair          | Stati Uniti   | 1973               |
| Martin, William McChesney | Stati Uniti   | 1982               |
| Maskell, Dan              | Gran Bretagna | 1996               |
| McCormack, Mark           | Stati Uniti   | 2008               |
| Myrick, Julian            | Stati Uniti   | 1963               |
| Nielsen, Arthur           | Stati Uniti   | 1971               |
| Outerbridge, Mary         | Stati Uniti   | 1981               |
| Parks, Brad               | Stati Uniti   | 2010               |
| Pasarell, Charlie         | Stati Uniti   | 2013               |
| Scott, Eugene             | Stati Uniti   | 2008               |
| Tingay, Lance             | Gran Bretagna | 1982               |
| Tinling, Ted              | Gran Bretagna | 1986               |
| Țiriac, Ion               | Romania       | 2013               |
| Tobin, Brian              | Australia     | 2003               |
| Van Alen, James           | Stati Uniti   | 1965               |
| Van der Meer, Dennis      | Stati Uniti   | 2021               |
| Wingfield, Walter Clopton | Gran Bretagna | 1997               |

### Tennisti
| Nome                                   | Nazionalità                | Anno di ammissione |
| -------------------------------------- | -------------------------- | ------------------ |
| Addie, Pauline Betz                    | Stati Uniti                | 1965               |
| Agassi, Andre                          | Stati Uniti                | 2011               |
| Akhurst, Daphne                        | Australia                  | 2013               |
| Alexander, Frederick "Fred"            | Stati Uniti                | 1961               |
| Allison, Wilmer                        | Stati Uniti                | 1963               |
| Alonso, Manuel                         | Spagna                     | 1977               |
| Anderson, James                        | Australia                  | 2013               |
| Anderson, Malcolm                      | Australia                  | 2000               |
| Ashe, Arthur                           | Stati Uniti                | 1985               |
| Atkinson, Juliette                     | Stati Uniti                | 1974               |
| Austin, Henry                          | Gran Bretagna              | 1997               |
| Austin, Tracy                          | Stati Uniti                | 1992               |
| Baddeley, Wilfred                      | Gran Bretagna              | 2013               |
| Barrett, Angela Mortimer               | Gran Bretagna              | 1993               |
| Bolton, Nancye Wynne                   | Australia                  | 2006               |
| Becker, Boris                          | Germania                   | 2003               |
| Behr, Karl                             | Stati Uniti                | 1969               |
| Bingley-Hillyard, Blanche              | Gran Bretagna              | 2013               |
| Borg, Björn                            | Svezia                     | 1987               |
| Borotra, Jean                          | Francia                    | 1976               |
| Bowrey, Lesley Turner                  | Australia                  | 1997               |
| Brinker, Maureen Connolly              | Stati Uniti                | 1968               |
| Bromwich, John                         | Australia                  | 1984               |
| Brookes, Norman                        | Australia                  | 1977               |
| Browne, Mary Kendall                   | Stati Uniti                | 1957               |
| Brugnon, Jacques                       | Francia                    | 1976               |
| Budge, John Donald "Don"               | Stati Uniti                | 1964               |
| Bueno, Maria                           | Brasile                    | 1978               |
| Bundy, May Sutton                      | Stati Uniti                | 1956               |
| Cahill, Mabel                          | Irlanda                    | 1976               |
| Campbell, Oliver                       | Stati Uniti                | 1955               |
| Capriati, Jennifer                     | Stati Uniti                | 2012               |
| Casals, Rosemary                       | Stati Uniti                | 1996               |
| Cawley, Evonne Goolagong               | Australia                  | 1988               |
| Chace, Malcolm                         | Stati Uniti                | 1961               |
| Chambers, Dorothea Douglass Lambert    | Gran Bretagna              | 1981               |
| Chang, Michael                         | Stati Uniti                | 2008               |
| Cheney, Dorothy Bundy                  | Stati Uniti                | 2004               |
| Clapp, Louise Brough                   | Stati Uniti                | 1967               |
| Clark, Clarence                        | Stati Uniti                | 1983               |
| Clark, Joseph                          | Stati Uniti                | 1955               |
| Clijsters, Kim                         | Belgio                     | 2017               |
| Clothier, William                      | Stati Uniti                | 1956               |
| Cochet, Henri                          | Francia                    | 1976               |
| Connors, James "Jimmy"                 | Stati Uniti                | 1998               |
| Cooke, Sarah Palfrey                   | Stati Uniti                | 1963               |
| Cooper, Ashley                         | Australia                  | 1991               |
| Cooper-Sterry, Charlotte               | Gran Bretagna              | 2013               |
| Courier, Jim                           | Stati Uniti                | 2005               |
| Court, Margaret                        | Australia                  | 1979               |
| Crawford, Jack                         | Australia                  | 1979               |
| Davenport, Lindsay Marie               | Stati Uniti                | 2014               |
| Davidson, Owen                         | Australia                  | 2010               |
| Davidson, Sven                         | Svezia                     | 2007               |
| Davis, Dwight F.                       | Stati Uniti                | 1956               |
| Dod, Charlotte "Lottie"                | Gran Bretagna              | 1983               |
| Doeg, John                             | Stati Uniti                | 1962               |
| Doherty, Laurence                      | Gran Bretagna              | 1980               |
| Doherty, Reggie                        | Gran Bretagna              | 1980               |
| Draney, Rick                           | Stati Uniti                | 2023               |
| Drobny, Jaroslav                       | Cecoslovacchia             | 1983               |
| duPont, Margaret Osborne               | Stati Uniti                | 1967               |
| Dwight, James                          | Stati Uniti                | 1955               |
| Dürr, Françoise                        | Francia                    | 2003               |
| Edberg, Stefan                         | Svezia                     | 2004               |
| Emerson, Roy                           | Australia                  | 1982               |
| Etchebaster, Pierre                    | Francia                    | 1978               |
| Evert, Christine "Chris"               | Stati Uniti                | 1995               |
| Falkenburg, Robert "Bob"               | Stati Uniti/Brasile        | 1974               |
| Jones Farquhar, Marion                 | Stati Uniti                | 2006               |
| Fernández, Beatriz "Gigi"              | Stati Uniti (Porto Rico)   | 2010               |
| Fraser, Neale                          | Australia                  | 1984               |
| Garland, Charles                       | Stati Uniti                | 1969               |
| Gibson, Althea                         | Stati Uniti                | 1971               |
| Gimeno, Andres                         | Spagna                     | 2009               |
| Godfree, Kathleen McKane               | Gran Bretagna              | 1978               |
| Gonzales, Pancho                       | Stati Uniti                | 1968               |
| Gore, Arthur                           | Gran Bretagna              | 2006               |
| Graf, Stefanie "Steffi"                | Germania                   | 2004               |
| Grant, Bryan                           | Stati Uniti                | 1972               |
| Griffin, Clarence                      | Stati Uniti                | 1970               |
| Hackett, Harold                        | Stati Uniti                | 1961               |
| Hall, David                            | Australia                  | 2015               |
| Hansell, Ellen                         | Stati Uniti                | 1965               |
| Hard, Darlene                          | Stati Uniti                | 1973               |
| Hart, Doris                            | Stati Uniti                | 1969               |
| Henin, Justine                         | Belgio                     | 2016               |
| Hewitt, Lleyton                        | Australia                  | 2021               |
| Hingis, Martina                        | Svizzera                   | 2013               |
| Hoad, Lewis "Lew"                      | Australia                  | 1980               |
| Hopman, Harry                          | Australia                  | 1978               |
| Hovey, Frederick                       | Stati Uniti                | 1974               |
| Hunt, Joseph "Joe"                     | Stati Uniti                | 1966               |
| Hunter, Frank                          | Stati Uniti                | 1961               |
| Irvin, Shirley Fry                     | Stati Uniti                | 1970               |
| Ivanišević, Goran                      | Croazia                    | 2020               |
| Jacobs, Helen                          | Stati Uniti                | 1962               |
| Johnston, William "Bill"               | Stati Uniti                | 1958               |
| Jones, Ann Haydon                      | Gran Bretagna              | 1985               |
| Kalkman-Van Den Bosch, Monique         | Paesi Bassi                | 2017               |
| Kafelnikov, Yevgeny                    | Russia                     | 2019               |
| King, Billie Jean Moffitt              | Stati Uniti                | 1987               |
| Kodeš, Jan                             | Cecoslovacchia             | 1990               |
| Koželuh, Karel                         | Cecoslovacchia             | 2006               |
| Kramer, John Albert "Jack"             | Stati Uniti                | 1968               |
| Kuerten, Gustavo "Guga"                | Brasile                    | 2012               |
| Lacoste, René                          | Francia                    | 1976               |
| Larned, William "Bill"                 | Stati Uniti                | 1956               |
| Larsen, Arthur "Art"                   | Stati Uniti                | 1956               |
| Laver, Rodney "Rod"                    | Australia                  | 1981               |
| Lawford, Herbert                       | Gran Bretagna              | 2006               |
| Lendl, Ivan                            | Cecoslovacchia/Stati Uniti | 2001               |
| Lenglen, Suzanne                       | Francia                    | 1978               |
| Li, Na                                 | Cina                       | 2019               |
| Little, Dorothy Round                  | Gran Bretagna              | 1986               |
| Long, Thelma Coyne                     | Australia                  | 2013               |
| Lott, George                           | Stati Uniti                | 1964               |
| Mako, Constantine "Gene"               | Stati Uniti                | 1973               |
| Mallory, Molla                         | Norvegia/Stati Uniti       | 1958               |
| Mandlíková, Hana                       | Cecoslovacchia/Australia   | 1994               |
| Marble, Alice                          | Stati Uniti                | 1964               |
| Martínez, Conchita                     | Spagna                     | 2020               |
| Mathieu, Simonne                       | Francia                    | 2006               |
| Mauresmo, Amélie                       | Francia                    | 2015               |
| McEnroe, John                          | Stati Uniti                | 1999               |
| McGregor, Kenneth "Ken"                | Australia                  | 1999               |
| McKinley, Charles Robert "Chuck"       | Stati Uniti                | 1986               |
| McLoughlin, Maurice                    | Stati Uniti                | 1957               |
| McMillan, Frew                         | Sudafrica                  | 1992               |
| McNeill, Don                           | Stati Uniti                | 1965               |
| Moody, Helen Wills                     | Stati Uniti                | 1969               |
| Moore, Elisabeth                       | Stati Uniti                | 1971               |
| Mulloy, Gardnar                        | Stati Uniti                | 1972               |
| Murray, Robert                         | Stati Uniti                | 1958               |
| Năstase, Ilie                          | Romania                    | 1991               |
| Navrátilová, Martina                   | Cecoslovacchia/Stati Uniti | 2000               |
| Newcombe, John                         | Australia                  | 1986               |
| Noah, Yannick                          | Francia                    | 2005               |
| Novotná, Jana                          | Repubblica Ceca            | 2005               |
| Nüsslein, Hans                         | Germania                   | 2006               |
| Nuthall, Betty                         | Gran Bretagna              | 1977               |
| Olmedo, Alex                           | Perù/Stati Uniti           | 1987               |
| Orantes, Manuel                        | Spagna                     | 2012               |
| Osuna, Rafael                          | Messico                    | 1979               |
| Paes, Leander                          | India                      | 2024               |
| Parker, Frank                          | Stati Uniti                | 1966               |
| Patterson, Gerald                      | Australia                  | 1989               |
| Patty, Jesse "Budge"                   | Stati Uniti                | 1977               |
| Pell, Theodore                         | Stati Uniti                | 1966               |
| Perry, Frederick "Fred"                | Gran Bretagna              | 1975               |
| Petra, Yvon                            | Francia                    | 2016               |
| Pettitt, Tom                           | Gran Bretagna              | 1982               |
| Pierce, Mary                           | Francia                    | 2019               |
| Pietrangeli, Nicola                    | Italia                     | 1986               |
| Quist, Adrian                          | Australia                  | 1984               |
| Rafter, Patrick "Pat"                  | Australia                  | 2006               |
| Ralston, Dennis                        | Stati Uniti                | 1987               |
| Renshaw, Ernest                        | Gran Bretagna              | 1983               |
| Renshaw, William                       | Gran Bretagna              | 1983               |
| Richards, Vincent                      | Stati Uniti                | 1961               |
| Richey, Nancy                          | Stati Uniti                | 2003               |
| Riggs, Robert "Bobby"                  | Stati Uniti                | 1967               |
| Roddick, Andy                          | Stati Uniti                | 2017               |
| Roche, Anthony "Tony"                  | Australia                  | 1986               |
| Roosevelt, Ellen                       | Stati Uniti                | 1975               |
| Rose, Mervyn                           | Australia                  | 2001               |
| Rosewall, Kenneth "Ken"                | Australia                  | 1980               |
| Ryan, Elizabeth                        | Stati Uniti                | 1972               |
| Sabatini, Gabriela                     | Argentina                  | 2006               |
| Safin, Marat                           | Russia                     | 2016               |
| Sampras, Pete                          | Stati Uniti                | 2007               |
| Santana, Manuel                        | Spagna                     | 1984               |
| Savitt, Richard "Dick"                 | Stati Uniti                | 1976               |
| Schroeder, Frederick "Ted"             | Stati Uniti                | 1966               |
| Scriven, Margaret                      | Gran Bretagna              | 2016               |
| Sears, Eleonora                        | Stati Uniti                | 1968               |
| Sears, Richard                         | Stati Uniti                | 1955               |
| Sedgman, Frank                         | Australia                  | 1979               |
| Segura, Pancho                         | Ecuador                    | 1984               |
| Seixas, Elias Victor "Vic"             | Stati Uniti                | 1971               |
| Seles, Monica                          | Jugoslavia/Stati Uniti     | 2009               |
| Shriver, Pamela "Pam"                  | Stati Uniti                | 2002               |
| Shields, Frank                         | Stati Uniti                | 1964               |
| Slocum, Henry                          | Stati Uniti                | 1955               |
| Smith, Stanley "Stan"                  | Stati Uniti                | 1987               |
| Snow, Randy                            | Stati Uniti                | 2012               |
| Sperling, Hildegard Krahwinkel "Hilde" | Danimarca/Germania         | 2013               |
| Stich, Michael                         | Germania                   | 2018               |
| Stolle, Frederick "Fred"               | Australia                  | 1985               |
| Suková, Helena                         | Repubblica Ceca            | 2018               |
| Talbert, William "Bill"                | Stati Uniti                | 1967               |
| Tilden, William "Bill"                 | Stati Uniti                | 1959               |
| Townsend, Bertha Toulmin               | Stati Uniti                | 1974               |
| Trabert, Anthony "Tony"                | Stati Uniti                | 1970               |
| Vandierendonck, Chantal                | Paesi Bassi                | 2014               |
| Van Ryn, John                          | Stati Uniti                | 1963               |
| Vergeer, Esther                        | Paesi Bassi                | 2023               |
| Sánchez Vicario, Arantxa               | Spagna                     | 2007               |
| Vilas, Guillermo                       | Argentina                  | 1991               |
| Vines, Henry Ellsworth                 | Stati Uniti                | 1962               |
| von Cramm, Gottfried                   | Germania                   | 1977               |
| Wallach, Maud Barger                   | Stati Uniti                | 1958               |
| Ward, Holcombe                         | Stati Uniti                | 1956               |
| Washburn, Watson                       | Stati Uniti                | 1965               |
| Whitman, Malcolm                       | Stati Uniti                | 1955               |
| Wightman, Hazel Hotchkiss              | Stati Uniti                | 1957               |
| Wilander, Mats                         | Svezia                     | 2002               |
| Wilding, Anthony "Tony"                | Nuova Zelanda              | 1978               |
| Williams, Richard                      | Stati Uniti                | 1957               |
| Wood, Sidney                           | Stati Uniti                | 1964               |
| Wrenn, Robert "Bob"                    | Stati Uniti                | 1955               |
| Wright, Beals                          | Stati Uniti                | 1956               |
| Wade, Virginia                         | Gran Bretagna              | 1989               |
| Wagner, Marie                          | Stati Uniti                | 1969               |
| Woodbridge, Todd                       | Australia                  | 2010               |
| Woodforde, Mark                        | Australia                  | 2010               |
| Zvereva, Natalya "Natasha"             | Bielorussia                | 2010               |

- Bob Hewitt è stato introdotto nella Hall of Fame nel 1992 ma ne è stato espulso nel 2016.[6]

### Paesi per numero membri
| Paese          | N. membri |
| -------------- | --------- |
| Stati Uniti    | 139       |
| Australia      | 35        |
| Regno Unito    | 31        |
| Francia        | 13        |
| Germania       | 6         |
| Spagna         | 6         |
| Cecoslovacchia | 5         |
| Svezia         | 5         |
| Brasile        | 3         |
| Rep. Ceca      | 3         |
| Sudafrica      | 3         |
| Paesi Bassi    | 3         |
| Argentina      | 2         |
| Belgio         | 2         |
| India          | 2         |
| Italia         | 2         |
| Romania        | 2         |
| Russia         | 2         |
| Bielorussia    | 1         |
| Cina           | 1         |
| Croazia        | 1         |
| Danimarca      | 1         |
| Ecuador        | 1         |
| Egitto         | 1         |
| Irlanda        | 1         |
| Jugoslavia     | 1         |
| Messico        | 1         |
| Norvegia       | 1         |
| Nuova Zelanda  | 1         |
| Perù           | 1         |
| Porto Rico     | 1         |
| Svizzera       | 1         |